# Хенрик Вијењавски
Хенрик Вијењавски (пољ. Henryk Wieniawski; Лублин, 10. јул 1835 — Москва, 31. март 1880) је био пољски композитор, виолинист и учитељ. Сматран је једним од највећих виолиниста после Паганинија.
Компоновао је два концерта за виолину и оркестар као и многе друге композиције, између осталог мазурке, полонезе и песме.